# 岩田駅 (岐阜県)
岩田駅（いわたえき）は、岐阜県岐阜市岩田西1丁目にあった名古屋鉄道美濃町線の駅。

## 歴史
美濃町線の前身である美濃電気軌道の手により、1911年の路線開業に合わせて開設された。1948年ころには無人駅となっている。美濃町線は2005年に廃線となり、これとともに当駅も廃止された。
- 1911年（明治44年）2月11日 - 美濃電気軌道の神田町駅（のちの岐阜柳ヶ瀬駅） - 上有知駅（のちの美濃駅）間の開通と同時に開業[2]。
- 1930年（昭和5年）8月20日 - 美濃電気軌道が名古屋鉄道（初代。同年中に名岐鉄道に改称し、1935年より名古屋鉄道に再改称）に合併。同社の美濃町線の駅となる[2]。
- 1948年（昭和23年）11月1日以前 - 無人化[3]。
- 2005年（平成17年）4月1日 - 美濃町線の廃止に伴い廃駅[4]。

## 駅構造
無人駅で、ホームは単式1面1線。待合室がある。

### 配線図
| ← 徹明町方面 | 岩田駅 構内配線略図 | → 新関方面 |
| 凡例 出典:   |                     |            |

## 利用状況
- 『名古屋鉄道百年史』によると1992年度当時の1日平均乗降人員は392人であり、この値は岐阜市内線均一運賃区間内各駅（岐阜市内線・田神線・美濃町線徹明町駅 - 琴塚駅間）を除く名鉄全駅（342駅）中285位、 美濃町線日野橋 - 美濃間（14駅）中7位であった[1]。

## 駅周辺
- 岐阜諏訪山簡易郵便局

## 隣の駅
名古屋鉄道
美濃町線
岩田坂駅 - 岩田駅 - 下芥見駅